# Mirel Josa
Mirel Josa (Tirana, 1º giugno 1963) è un allenatore di calcio ed ex calciatore albanese, di ruolo centrocampista, tecnico del Besa Kavajë.
È il secondo allenatore albanese più titolato della storia.

## Carriera

### Giocatore
Svolge tutta la sua carriera di calciatore in Albania indossando la maglia del K.S. 17 Nëntori (ora K.F. Tirana). Senza interruzioni dal 1980 al 1991. Con i bianco-blu di Tirana vince quattro campionati (1981/82, 1984/85, 1987/88 e 1988/89), nonché tre Coppe della Repubblica (ora Coppa d'Albania) (1983, 1984 e 1986). Esclusa la stagione 1980/81 per la quale non è possibile ricostruire le presenze, dalla stagione 1981/82 alla 1990/91, Josa conta 253 presenze con 40 goal nella massima divisione del campionato albanese. Ha giocato numerose gare di Coppe Europee sempre con il KS 17 Nëntori contribuendo anche con importanti gol ai primi successi europei per le squadre albanesi nella prima metà degli anni '80.
Dopo la stagione 1990/91 si trasferisce in Grecia, dove firma un contratto da professionista con l'Aris Salonicco. Successivamente giocherà con il Kavala, Likoi, Alexandroupoli e Mihaniona dove termina la carriera nella stagione 1998/99.

### Nazionale
Ha collezionato 27 presenze ed un gol con la maglia della nazionale albanese. Ha comunque fatto parte di tutte le nazionali giovanili albanesi, dalla u18 alla u21. Nella under 21 suo è il gol che consente alla nazionale albanese di qualificarsi tra le migliori otto nazionali europee nel campionato 1983/84. Lo segna a Trier in Germania (risultato finale Germania Ovest-Albania 1-1). La irripetibile cavalcata della nazionale albanese si interruppe nei quarti di finale contro l'Italia (entrambe le partite perse 0-1). Anche nel corso della partita Italia-Albania 1-0 svoltasi a Brescia, Mirel Josa lasciò ottime impressioni da parte degli osservatori italiani (come da lui stesso riferito in una intervista rilasciata alla Gazeta Shqiptare nell'anno 2003). Nella nazionale maggiore suo è il primo goal della storica vittoria contro il Belgio nel dicembre del 1984.

### Allenatore

#### Gli inizi
La sua prima esperienza da allenatore è stata nel 2003, quando ha allenato il KF Tirana. Successivamente ha allenato anche altre squadre: Vllaznia, Elbasani, Teuta, Skënderbeu, Shkumbini.

#### Skënderbeu
Dal 1º luglio 2012 allena lo Skënderbeu, squadra con la quale ha firmato un contratto biennale. Al suo primo anno sulla panchina degli Ujqerit, ha vinto il campionato albanese. Nel 2013 ha vinto anche la Supercoppa albanese.
Il 21 giugno 2016 lascia la panchina dello Skënderbeu.

## Statistiche

### Giocatore

#### Cronologia presenze e reti in nazionale
| Cronologia completa delle presenze e delle reti in nazionale ― Albania | Cronologia completa delle presenze e delle reti in nazionale ― Albania | Cronologia completa delle presenze e delle reti in nazionale ― Albania | Cronologia completa delle presenze e delle reti in nazionale ― Albania | Cronologia completa delle presenze e delle reti in nazionale ― Albania | Cronologia completa delle presenze e delle reti in nazionale ― Albania | Cronologia completa delle presenze e delle reti in nazionale ― Albania | Cronologia completa delle presenze e delle reti in nazionale ― Albania |
| Data                                                                   | Città                                                                  | In casa                                                                | Risultato                                                              | Ospiti                                                                 | Competizione                                                           | Reti                                                                   | Note                                                                   |
| ---------------------------------------------------------------------- | ---------------------------------------------------------------------- | ---------------------------------------------------------------------- | ---------------------------------------------------------------------- | ---------------------------------------------------------------------- | ---------------------------------------------------------------------- | ---------------------------------------------------------------------- | ---------------------------------------------------------------------- |
| 17-10-1984                                                             | Bruxelles                                                              | Belgio                                                                 | 3 – 1                                                                  | Albania                                                                | Qual. Mondiali 1986                                                    | -                                                                      | 37’                                                                    |
| 31-10-1984                                                             | Mielec                                                                 | Polonia                                                                | 2 – 2                                                                  | Albania                                                                | Qual. Mondiali 1986                                                    | -                                                                      |                                                                        |
| 22-12-1984                                                             | Tirana                                                                 | Albania                                                                | 2 – 0                                                                  | Belgio                                                                 | Qual. Mondiali 1986                                                    | 1                                                                      |                                                                        |
| 27-2-1985                                                              | Amarousio                                                              | Grecia                                                                 | 2 – 0                                                                  | Albania                                                                | Qual. Mondiali 1986                                                    | -                                                                      |                                                                        |
| 28-3-1985                                                              | Tirana                                                                 | Albania                                                                | 0 – 0                                                                  | Turchia                                                                | Amichevole                                                             | -                                                                      |                                                                        |
| 30-5-1985                                                              | Tirana                                                                 | Albania                                                                | 0 – 1                                                                  | Polonia                                                                | Qual. Mondiali 1986                                                    | -                                                                      |                                                                        |
| 30-10-1985                                                             | Tirana                                                                 | Albania                                                                | 1 – 1                                                                  | Grecia                                                                 | Qual. Mondiali 1986                                                    | -                                                                      |                                                                        |
| 15-10-1986                                                             | Graz                                                                   | Austria                                                                | 3 – 0                                                                  | Albania                                                                | Qual. Euro 1988                                                        | -                                                                      | 57’                                                                    |
| 3-12-1986                                                              | Tirana                                                                 | Albania                                                                | 1 – 2                                                                  | Spagna                                                                 | Qual. Euro 1988                                                        | -                                                                      |                                                                        |
| 25-3-1987                                                              | Bucarest                                                               | Romania                                                                | 5 – 1                                                                  | Albania                                                                | Qual. Euro 1988                                                        | -                                                                      |                                                                        |
| 29-4-1987                                                              | Tirana                                                                 | Albania                                                                | 0 – 1                                                                  | Austria                                                                | Qual. Euro 1988                                                        | -                                                                      |                                                                        |
| 28-10-1987                                                             | Valona                                                                 | Albania                                                                | 0 – 1                                                                  | Romania                                                                | Qual. Euro 1988                                                        | -                                                                      |                                                                        |
| 18-11-1987                                                             | Siviglia                                                               | Spagna                                                                 | 5 – 0                                                                  | Albania                                                                | Qual. Euro 1988                                                        | -                                                                      |                                                                        |
| 6-8-1988                                                               | Berat                                                                  | Albania                                                                | 0 – 0                                                                  | Cuba                                                                   | Amichevole                                                             | -                                                                      |                                                                        |
| 20-9-1988                                                              | Costanza                                                               | Romania                                                                | 3 – 0                                                                  | Albania                                                                | Amichevole                                                             | -                                                                      |                                                                        |
| 19-10-1988                                                             | Chorzów                                                                | Polonia                                                                | 1 – 0                                                                  | Albania                                                                | Qual. Mondiali 1990                                                    | -                                                                      |                                                                        |
| 5-11-1988                                                              | Tirana                                                                 | Albania                                                                | 1 – 2                                                                  | Svezia                                                                 | Qual. Mondiali 1990                                                    | -                                                                      |                                                                        |
| 18-1-1989                                                              | Tirana                                                                 | Albania                                                                | 1 – 1                                                                  | Grecia                                                                 | Amichevole                                                             | -                                                                      | 69’                                                                    |
| 8-3-1989                                                               | Tirana                                                                 | Albania                                                                | 0 – 2                                                                  | Inghilterra                                                            | Qual. Mondiali 1990                                                    | -                                                                      |                                                                        |
| 8-10-1989                                                              | Solna                                                                  | Svezia                                                                 | 3 – 1                                                                  | Albania                                                                | Qual. Mondiali 1990                                                    | -                                                                      |                                                                        |
| 15-11-1989                                                             | Tirana                                                                 | Albania                                                                | 0 – 1                                                                  | Polonia                                                                | Qual. Mondiali 1990                                                    | -                                                                      | 60’                                                                    |
| 30-5-1990                                                              | Reykjavík                                                              | Islanda                                                                | 2 – 0                                                                  | Albania                                                                | Qual. Euro 1992                                                        | -                                                                      | 52’                                                                    |
| 17-11-1990                                                             | Tirana                                                                 | Albania                                                                | 0 – 1                                                                  | Francia                                                                | Qual. Euro 1992                                                        | -                                                                      |                                                                        |
| 19-12-1990                                                             | Siviglia                                                               | Spagna                                                                 | 9 – 0                                                                  | Albania                                                                | Qual. Euro 1992                                                        | -                                                                      | 55’                                                                    |
| 26-5-1991                                                              | Tirana                                                                 | Albania                                                                | 1 – 0                                                                  | Islanda                                                                | Qual. Euro 1992                                                        | -                                                                      | 17’                                                                    |
| 16-10-1991                                                             | Olomouc                                                                | Cecoslovacchia                                                         | 2 – 1                                                                  | Albania                                                                | Qual. Euro 1992                                                        | -                                                                      |                                                                        |
| 22-4-1992                                                              | Siviglia                                                               | Spagna                                                                 | 3 – 0                                                                  | Albania                                                                | Qual. Mondiali 1994                                                    | -                                                                      | 55’                                                                    |
| Totale                                                                 |                                                                        | Presenze                                                               | 27                                                                     |                                                                        | Reti                                                                   | 1                                                                      |                                                                        |

### Allenatore
Statistiche aggiornate al 9 marzo 2016. In grassetto le competizioni vinte.
| Stagione          | Squadra           | Campionato        | Campionato | Campionato | Campionato | Campionato | Coppe nazionali | Coppe nazionali | Coppe nazionali | Coppe nazionali | Coppe nazionali | Coppe continentali | Coppe continentali | Coppe continentali | Coppe continentali | Coppe continentali | Altre coppe | Altre coppe | Altre coppe | Altre coppe | Altre coppe | Totale | Totale | Totale | Totale | Vittorie % | Piazzamento   |
| Stagione          | Squadra           | Comp              | G          | V          | N          | P          | Comp            | G               | V               | N               | P               | Comp               | G                  | V                  | N                  | P                  | Comp        | G           | V           | N           | P           | G      | V      | N      | P      | %          | Piazzamento   |
| ----------------- | ----------------- | ----------------- | ---------- | ---------- | ---------- | ---------- | --------------- | --------------- | --------------- | --------------- | --------------- | ------------------ | ------------------ | ------------------ | ------------------ | ------------------ | ----------- | ----------- | ----------- | ----------- | ----------- | ------ | ------ | ------ | ------ | ---------- | ------------- |
| ago.-ott. 2003    | Tirana            | KS                | 9          | 2          | 2          | 5          | CA              | 0               | 0               | 0               | 0               | -                  | -                  | -                  | -                  | -                  | -           | -           | -           | -           | -           | 9      | 2      | 2      | 5      | 22,22      | 8º Esonerato  |
| 2006-2007         | Vllaznia          | KS                | 33         | 18         | 9          | 6          | CA              | 0               | 0               | 0               | 0               | -                  | -                  | -                  | -                  | -                  | -           | -           | -           | -           | -           | 33     | 18     | 9      | 6      | 54,55      | 3º            |
| 2007-mar. 2008    | Vllaznia          | KS                | 20         | 5          | 9          | 6          | CA              | 0               | 0               | 0               | 0               | -                  | -                  | -                  | -                  | -                  | -           | -           | -           | -           | -           | 20     | 5      | 9      | 6      | 25,00      | 7º Esonerato  |
| 2008-feb. 2009    | Elbasani          | KS                | 15         | 4          | 7          | 4          | CA              | 0               | 0               | 0               | 0               | -                  | -                  | -                  | -                  | -                  | -           | -           | -           | -           | -           | 15     | 4      | 7      | 4      | 26,67      | 9º Esonerato  |
| 2009-gen. 2010    | Teuta             | KS                | 19         | 8          | 2          | 9          | CA              | 0               | 0               | 0               | 0               | -                  | -                  | -                  | -                  | -                  | -           | -           | -           | -           | -           | 19     | 8      | 2      | 9      | 42,11      | 6º Esonerato  |
| feb.-giu. 2010    | Skënderbeu        | KS                | 13         | 7          | 3          | 3          | CA              | 0               | 0               | 0               | 0               | -                  | -                  | -                  | -                  | -                  | -           | -           | -           | -           | -           | 13     | 7      | 3      | 3      | 53,85      | 7º Subentrato |
| giu.-ago. 2010    | Shkumbini         | KS                | 1          | 0          | 1          | 0          | CA              | 0               | 0               | 0               | 0               | -                  | -                  | -                  | -                  | -                  | -           | -           | -           | -           | -           | 1      | 0      | 1      | 0      | &0,00      | 8º Esonerato  |
| ott. 2010-2011    | Vllaznia          | KS                | 25         | 14         | 6          | 5          | CA              | 0               | 0               | 0               | 0               | -                  | -                  | -                  | -                  | -                  | -           | -           | -           | -           | -           | 26     | 15     | 6      | 5      | 57,69      | 3º Subentrato |
| giu.-ott. 2011    | Vllaznia          | KS                | 6          | 2          | 1          | 3          | CA              | 0               | 0               | 0               | 0               | UEL                | 4                  | 1                  | 2                  | 1                  | -           | -           | -           | -           | -           | 13     | 5      | 2      | 6      | 38,46      | 7º Esonerato  |
| Totale Vllaznia   | Totale Vllaznia   | Totale Vllaznia   | 84         | 39         | 25         | 20         |                 | 0               | 0               | 0               | 0               |                    | 4                  | 1                  | 2                  | 1                  |             | -           | -           | -           | -           | 88     | 40     | 27     | 21     | 45,45      |               |
| 2012-2013         | Skënderbeu        | KS                | 26         | 18         | 4          | 4          | CA              | 0               | 0               | 0               | 0               | UCL                | 0                  | 0                  | 0                  | 0                  | SA          | 1           | 0           | 0           | 1           | 27     | 18     | 4      | 5      | 66,67      | 1º            |
| 2013-2014         | Skënderbeu        | KS                | 33         | 18         | 7          | 8          | CA              | 8               | 6               | 1               | 1               | UCL+UEL            | 4+2                | 2                  | 1                  | 3                  | SA          | 1           | 1           | 0           | 0           | 48     | 27     | 9      | 12     | 56,25      | 1º            |
| 2014-2015         | Skënderbeu        | KS                | 36         | 24         | 7          | 5          | CA              | 8               | 4               | 3               | 1               | UCL                | 2                  | 0                  | 2                  | 0                  | SA          | 1           | 1           | 0           | 0           | 47     | 29     | 12     | 6      | 61,70      | 1º            |
| 2015-2016         | Skënderbeu        | KS                | 25         | 19         | 2          | 4          | CA              | 6               | 4               | 2               | 0               | UCL+UEL            | 6+6                | 4                  | 0                  | 8                  | SA          | 1           | 0           | 0           | 1           | 44     | 27     | 4      | 13     | 61,36      | 1º            |
| Totale Skënderbeu | Totale Skënderbeu | Totale Skënderbeu | 133        | 86         | 23         | 24         |                 | 22              | 14              | 6               | 2               |                    | 20                 | 6                  | 3                  | 11                 |             | 4           | 2           | 0           | 2           | 179    | 108    | 32     | 39     | 60,34      |               |
| Totale carriera   | Totale carriera   | Totale carriera   | 261        | 139        | 60         | 62         |                 | 22              | 14              | 6               | 2               |                    | 24                 | 7                  | 5                  | 12                 |             | 4           | 2           | 0           | 2           | 311    | 162    | 71     | 78     | 52,09      |               |

## Palmarès

### Giocatore

#### Competizioni nazionali
- Campionato albanese: 4

17 Nëntori Tirana: 1981-1982, 1984-1985, 1987-1988, 1988-1989
- Coppa d'Albania: 3

17 Nëntori Tirana: 1982-1983, 1983-1984, 1985-1986

### Allenatore

#### Competizioni nazionali
- Campionato albanese: 4

Skënderbeu: 2012-2013, 2013-2014, 2014-2015, 2015-2016
- Coppa d'Albania: 1

Tirana: 2016-2017
- Supercoppa d'Albania: 2

Skënderbeu: 2013, 2014